# Johan Willem Huyssen van Kattendijke
Johan Willem Huyssen van Kattendijke (Middelburg, 16 mei 1782 – Parijs, 12 mei 1854) was een Nederlands politicus.

## Biografie
Huyssen van Kattendijke was een hofdignitaris die onder Willem II twee jaar minister van Buitenlandse Zaken was. Hij was vóór hij minister werd kamerheer, hofmaarschalk en secretaris van het Kabinet des Konings. In de Franse tijd was hij met zijn vader in Braunschweig, waar hij voor de Hertog, kamerjonker (1802) en vervolgens kamerheer (1806) was. Hij werd op Buitenlandse Zaken vooral uit plichtsbesef de opvolger van Verstolk van Soelen, want hij achtte zichzelf ongeschikt. De koning beloonde hem bij zijn aftreden met de titel 'Minister van Staat' en met het lidmaatschap van de Eerste Kamer. In die functie steunde hij in 1848 de wens van de koning tot verandering van het staatsbestel.

### Familie
Huyssen was een telg uit de familie Huyssen van Kattendijke, een Zeeuws regentengeslacht, en een zoon van Tweede Kamerlid W.J. Huyssen van Kattendijke. Hij trouwde twee keer en had uit die huwelijken veertien kinderen, onder wie de minister van Marine W.J.C. Huyssen van Kattendijke.

### Adelsbesluiten
Vanaf 28 augustus 1814 droeg hij het predicaat jhr., volgend op de benoeming van zijn vader in de Ridderschap van Zeeland. Vanaf 16 oktober 1827 droeg hijzelf de titel van baron, titel aan hem verleend met overgang bij eerstgeboorte. Vanaf 11 maart 1828 konden zijn mannelijke afstammelingen de titel van ridder dragen, terwijl de mannelijke stamoudste na zijn overijden de titel van baron droeg.